# Annette Crosbie
Annette Crosbie, OBE, född 12 februari 1934 i Gorebridge i Midlothian, är en brittisk (skotsk) skådespelare. Crosbie har bland annat spelat Margaret Meldrew i BBC-komediserien One Foot In The Grave (1990-2000) och Jessie i Kalenderflickorna (2003).
Annette Crosbie tilldelades 1998 Brittiska imperieorden.

## Filmografi i urval
- 1966 – Sky West and Crooked
- 1970 – Henrik VIII:s sex hustrur (TV-serie)
- 1972 – Ett steg efter
- 1973 – A Picture of Katherine Mansfield (TV-serie)
- 1975 – Edward the Seventh (TV-serie)
- 1976 – Glasskon och rosen
- 1978 – Lillie (TV-serie)
- 1978 – Sagan om ringen (röst, lady Galadriel av Lothlórien)
- 1984 – Dödligt alibi
- 1990–2000 – One Foot in the Grave (TV-serie)
- 1991 – Chernobyl: The Final Warning
- 1992 – Tillbaka till Aidensfield (TV-serie)
- 1993–1996 – Doctor Finlay (TV-serie)
- 1997 – Jonathan Creek (TV-serie)
- 1997 – Shooting Fish
- 1999 – Oliver Twist (TV-serie)
- 1999 – The Debt Collector
- 2003 – Kalenderflickorna
- 2005 – Morden i Midsomer (TV-serie)
- 2008 – Little Dorrit (TV-serie)
- 2010 – Doctor Who (TV-serie)
- 2014 – What We Did on Our Holiday
- 2014 – Into the Woods
- 2015 – Ett herrans liv (TV-serie)
- 2019 – Barnmorskan i East End (TV-serie)
- 2020 – After Life (TV-serie)